# Arvo Haavisto
Arvo Haavisto (né le 7 janvier 1900 à Ilmajoki et mort le 22 avril 1977 dans la même ville) est un lutteur sportif finlandais.

## Biographie
Arvo Haavisto obtient une médaille de bronze olympique, en 1924 à Paris en poids légers. Quatre ans plus tard, lors des Jeux olympiques d'été de 1928, il remporte le titre dans la catégorie de poids des mi-moyens.

## Palmarès

### Jeux olympiques
- Jeux olympiques d'été de 1924 à Paris
  -  Médaille de bronze en -66 kg
- Jeux olympiques d'été de 1928 à Amsterdam
  -  Médaille d'or en -72 kg